# Carrie
Carrie je americký hororový film z roku 1976, který režíroval Brian De Palma. Scénář k filmu napsal Lawrence D. Cohen na základě stejnojmenného románu Stephena Kinga.

## Obsah filmu
Film a román se zabývá sociálně vyloučenou dospívající dívkou, Carrie White, která zjistí, že disponuje telekinetickou silou poté, co byla podrobena jak fyzickému a psychickému týrání ze strany svých vrstevníků, učitelů a své hysterické matky. Atmosféra hrůzy narůstá stejně, jak roste dívčino ponižování. V závěru příběhu způsobí svými schopnostmi masakr na školním plese.

## Obsazení postav
- Sissy Spacek, Piper Laurie, Betty Buckley, Amy Irving, Nancy Allen, William Katt a debutoval zde mladičký John Travolta.

## Posouzení filmu
Film Carrie je považován za mezník v žánru hororů a jeho ztvárnění je považováno za jedno z nejlepších filmových zpracování na motivy románu Stephena Kinga. Tento film zaznamenal také velký úspěch pro studio United Artists. Získal Velkou cenu na Festivalu fantastických filmů 1977 v Avoriaz. Dva z herců (Sissy Spacek a Piper Laurie) byli nominováni na Oscara.
Kritiky byly kladné. A tak vznikl ještě jeden díl - The Rage: Carrie 2, jako televizní remake vyšel v roce 2002, a to již bez účasti režiséra a producenta Briana De Palmy.